# Михаил Романович
Михаил Романович (? — 1264?) — русский князь, брянский наместник своего отца, Романа Михайловича.
После освобождения Чернигова от литовцев в 1263 году Роман перешёл в Чернигов, и в 1264 году Михаил упоминается как брянский князь, но затем в том же году и в том же качестве упоминается его брат Олег. Л. В. Войтович из этого делает вывод, что Михаил был старшим сыном и умер около того же 1264 года. Однако он упоминает около 1300 года о Михаиле Романовиче Осовицком (которого считает внуком первого, хотя другие версии выводят этого Михаила из галицких Романовичей).
Некоторые православные ресурсы содержат информацию о том, что Олег Романович передал престол брату Михаилу в начале XIV века.
По версии Келембета С. Н., Дмитрий черниговский был сыном Михаила Романовича, также у него был сын Александр — отец Михаила Александровича черниговского.